# Corrente delle Iadi

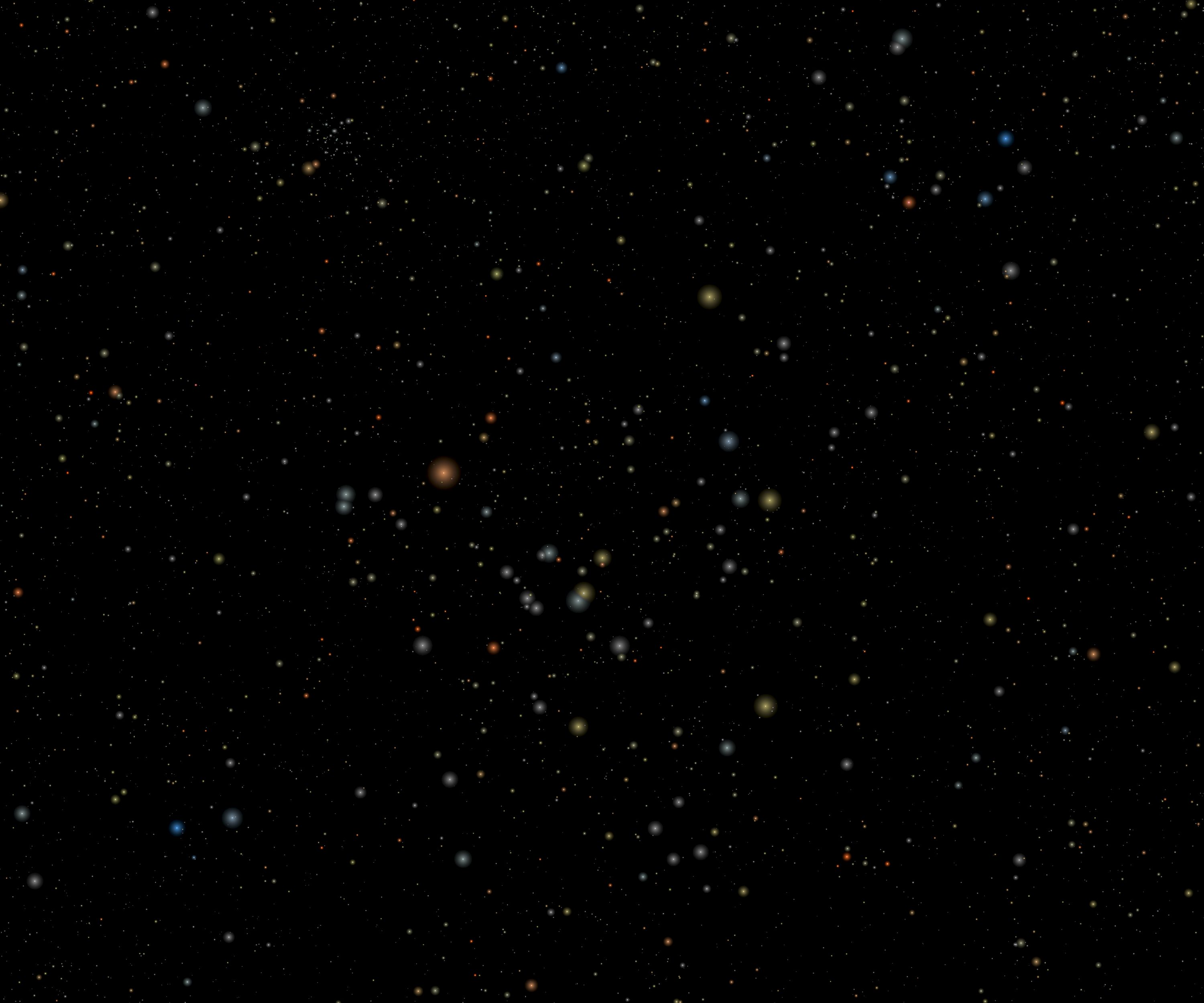
L'ammasso delle Iadi.

La Corrente delle Iadi (o Associazione stellare delle Iadi) è un grande insieme di stelle sparse che mostrano un moto proprio nello spazio paragonabile a quello dell'ammasso aperto delle Iadi. Il primo a individuare questo gruppo fu Richard Anthony Proctor nel 1869, quando notò che un numero di stelle a grande distanza dalle Iadi mostravano di muoversi nella stessa direzione dell'ammasso. Nel 1908 Lewis Boss portò a sostegno della teoria dell'associazione stellare il lavoro compiuto in 25 anni di osservazioni, in cui aveva dimostrato l'esistenza di questo gruppo di stelle che egli chiamò Corrente del Toro (ora nota in genere come Corrente delle Iadi).
Le dimensioni della Corrente e il numero di stelle in essa contenute non sono facili da appurare. Eggen (1960) stima che la Corrente abbia un diametro di almeno 200 parsec e elenca circa 200 stelle come facenti parte di essa. Ogorodnikov & Latyshev (1968) assumono invece un diametro di 120 parsec e, basandosi sulla densità stellare media, stimano che almeno 10 000 stelle facciano parte della Corrente. Le stime di Mendez e colleghi (1992) sono invece più basse: essi ipotizzano che la Corrente si estenda per 96 parsec e che contenga circa 1000 stelle.
Tuttavia il dibattito più acceso riguarda l'origine della Corrente. Poiché essa condivide lo stesso moto dell'ammasso delle Iadi, Eggen (1960) ha ipotizzato che la Corrente delle Iadi si sia originata dalla dispersione dell'ammasso aperto che inizialmente, quindi, doveva avere dimensioni maggiori di quelle attuali. Poiché l'età presunta dell'ammasso è 625 milioni di anni, se l'ipotesi di Eggen è corretta, allora le stelle della Corrente sono nate tutte dalla stessa nube di gas intorno a quest'epoca.
Esiste una ipotesi alternativa che spiega l'origine della Corrente delle Iadi: essa è stata avanzata da un gruppo di astrofisici capeggiato da Benoit Famaey in un articolo pubblicato nel 2007. Secondo questa ipotesi la Corrente mostrerebbe un movimento comune a causa degli effetti delle forze mareali causate dalla rotazione della massiccia barra centrale della Via Lattea. Questa ipotesi ha trovato conferma in una serie di lavori successivi.
Tuttavia questi lavori non hanno chiuso definitivamente la questione in quanto in un successivo lavoro del 2011 è risultato che la Corrente ha una origine eterogenea: misurando la metallicità di alcune stelle appartenenti alla Corrente, si è potuto stabilire che alcune di esse possiedono una abbondanza di metalli diversa da quella delle stelle dell'ammasso delle Iadi; tuttavia un altro gruppo di stelle è risultato avere abbondanze del tutto simili a quelle delle stelle dell'ammasso. Ciò fa presumere che alcune stelle delle Corrente si siano effettivamente generate nell'ammasso, mentre altre siano state confinate nella Corrente a seguito di una risonanza di Lindblad, causata dalla rotazione della barra della via Lattea.
Tra le stelle che si ritiene appartengano alla corrente delle Iadi vi sono:
- 11 Lacertae
- Iota Horologii
- Vindemiatrix
- Delta Cassiopeiae
- Hyadum II